# Siri Wollandová
Siri Wollandová (* 8. února 1962) je norská fotografka se zkušenostmi v norské a mezinárodní fotografii, filmu a televizi.

## Životopis
Wollandová vystudovala Fotoskolan ve Stockholmu (1981), Croydon College of Fine Art v Londýně (filmová a televizní produkce, 1985), stejně jako získala magisterský titul z dějin umění na Univerzitě v Oslu. Pracovala jako módní fotografka v Paříži a fotografka filmových scén a také jako fotografka filmů a televizních seriálů, jako je Tous en boîte. Jako asistentka kameramana byla spojena se třemi francouzskými státními televizními kanály FR3, TF1 a Antenne2. 
Fotografie Siri Wollandové byly publikovány v tisku a týdennících jako například NRK, ABC Nyheter, Kvinner og Klær a Tique.   Natočila 17 pořadů pro TV3, seriál Malý příběh, seriál o umění a kultuře.
Wollandová uspořádala portrétní výstavu v Norském divadle všech herců a hudebníků v divadle (1989). Série obrázků "Betong" byla vystavena v Riksantikvaren (2012). Wollandová se také podílela na ochraně Høyblokka a Y-blokka v Oslu. Po bombových útocích 22. července 2011 Wollandová jako první pořídila snímky umění Pabla Picassa uvnitř Høyblokka a Y-blokka. Tyto fotografie byly pořízeny v létě 2012 a byly součástí výstavy „Picasso – Oslo. Umění a architektura ve vládní čtvrti“ (kurátorkou výstavy byla Karin Hellandsjø).
Siri Wollandová je bloggerkou na blogu umění a kultury Cultura Notes. Je autorkou knih; Buďte vidět, Komunikační práce ve veřejném sektoru  společně s Turid Årsheim a Karen Thommesen. A antologie Síň Rady bezpečnosti, Nejdůležitější místnost světa.  Je členkou NFFO, norské asociace spisovatelů a překladatelů literatury faktu.

## Výstavy
- Výstava Romerik 2022. Skupinová výstava. Se 2 fotografiemi.
- Caraïbes rencontre Nordique Noire et vice versa, samostatná výstava fotografií v galerii Un Oeuf, Forte-de-France, Martinik. 2022.
- Výstava Romerik, 2021. Skupinová výstava. S fotografií a malbou.
- Workshopové výstavy s Mortenem Krogvoldem. 2019, 2020 a 2021
- "Sicilian Pictures". DC3. Fornebo. Skupinová výstava. 2018
- "Oblíbené fotografy". Albin Upp. Skupinová výstava OKK (Oslo Kamera Klubb). 2018 a 2019
- "Med døden til følge". Muzeum Svalbard. Skupinová výstava. 2017-2018
- "Vyvíjející se zdraví matek a dětí: vzrušující cesta v Asii a Africe." Foyer Rikshospitalet. Samostatná výstava fotografií v srpnu a září 2014
- Kulturní dny v Åmotu. října 2014. Skupinová výstava. Dva obrazy a dvě fotografie.
- My Rena - (samostatná) výstava fotografií v kulturním centru Åmot / Galerii Alida] 2013
- Picasso - Oslo: Umění a architektura ve vládní čtvrti 2013, Výstava založená na nových fotografiích Siri Wollandové a starších fotografiích umění a architektury pořízených mimo jiné Carlem Nesjarem.
- Everlasting Ullevål - (samostatná) výstava fotografií v Café Abel 2012
- Nejstarší norská farma Ormelid – (samostatná) výstava fotografií v knihovně Luster 2012

## Galerie

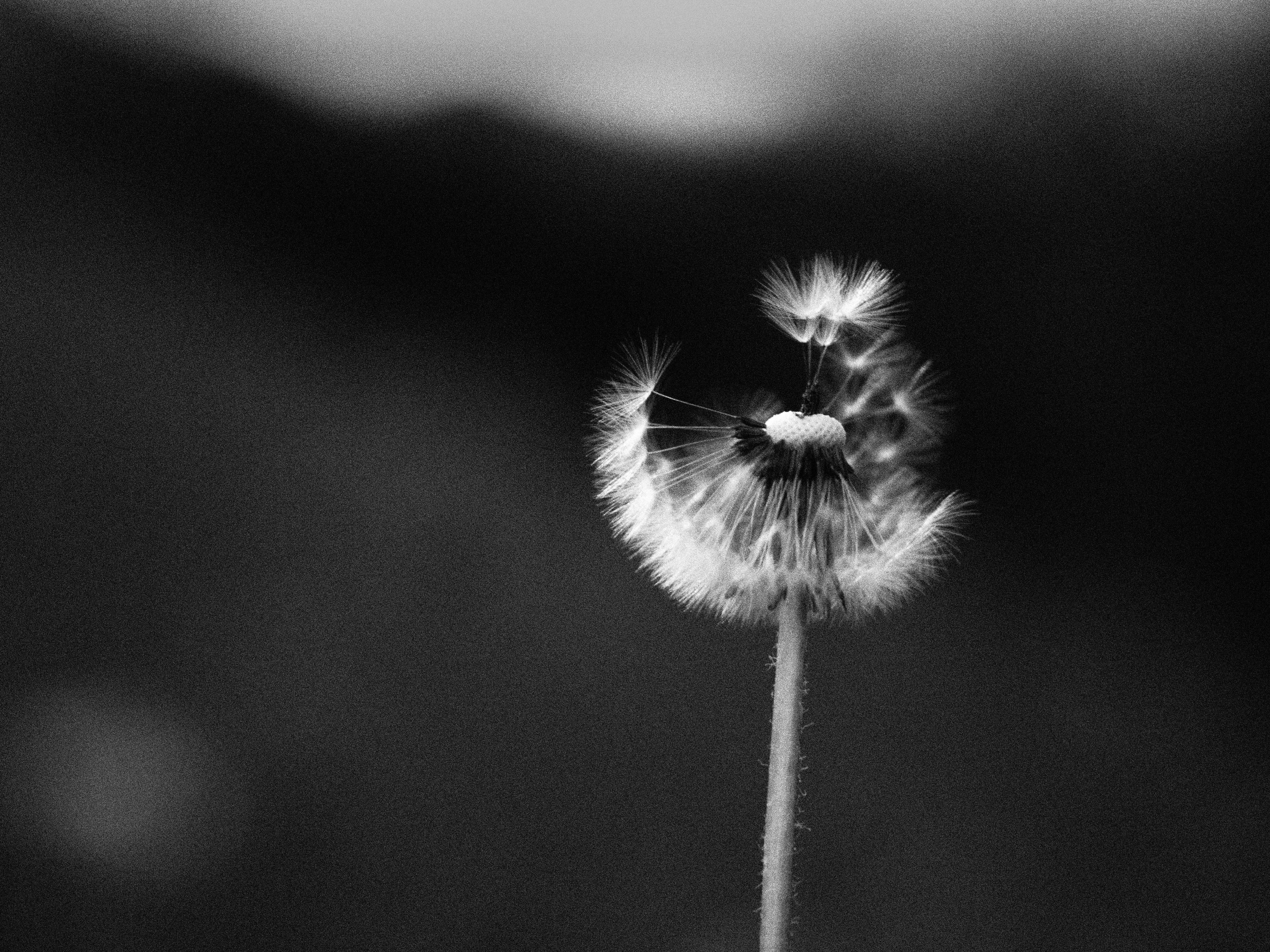
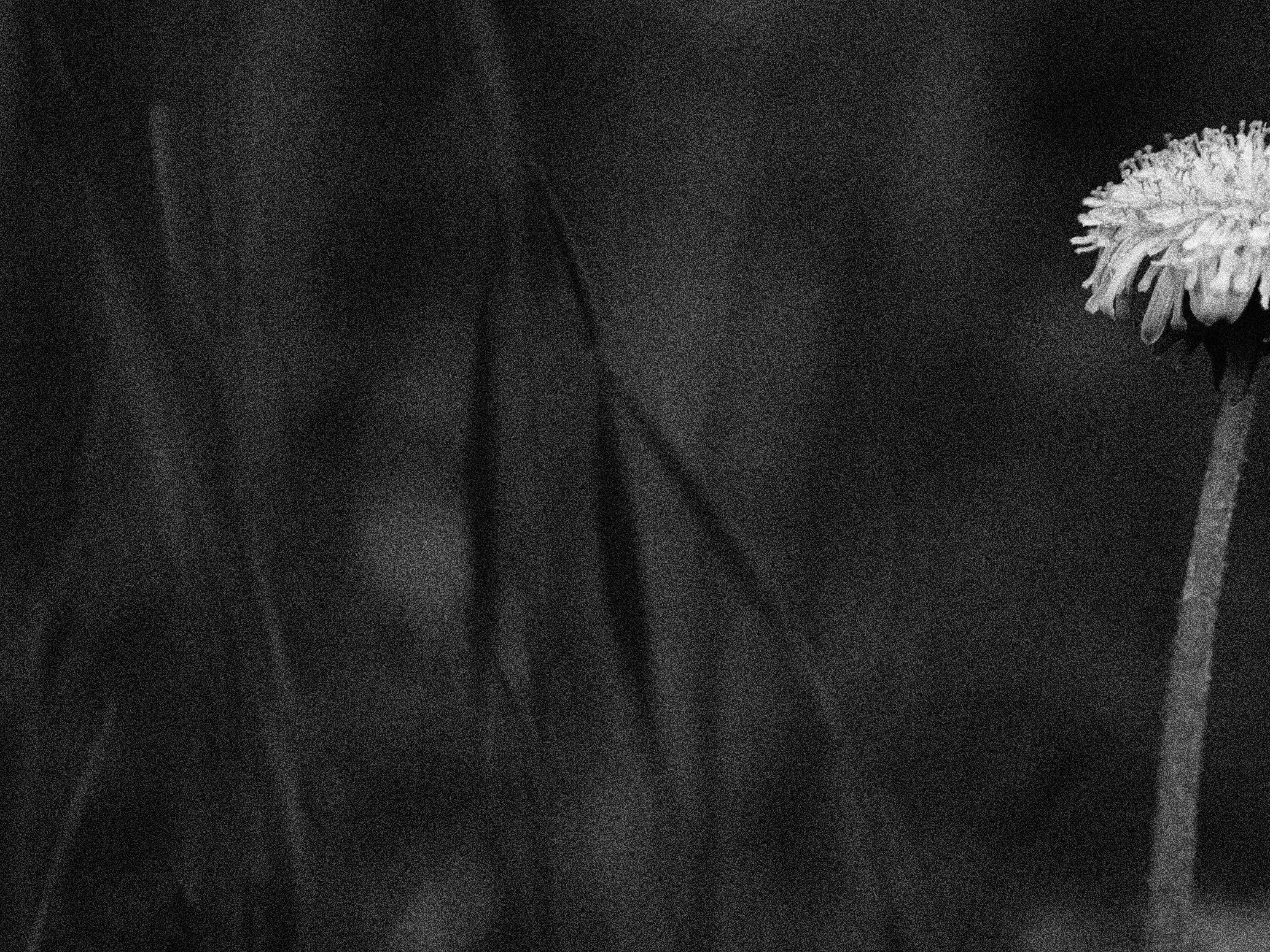
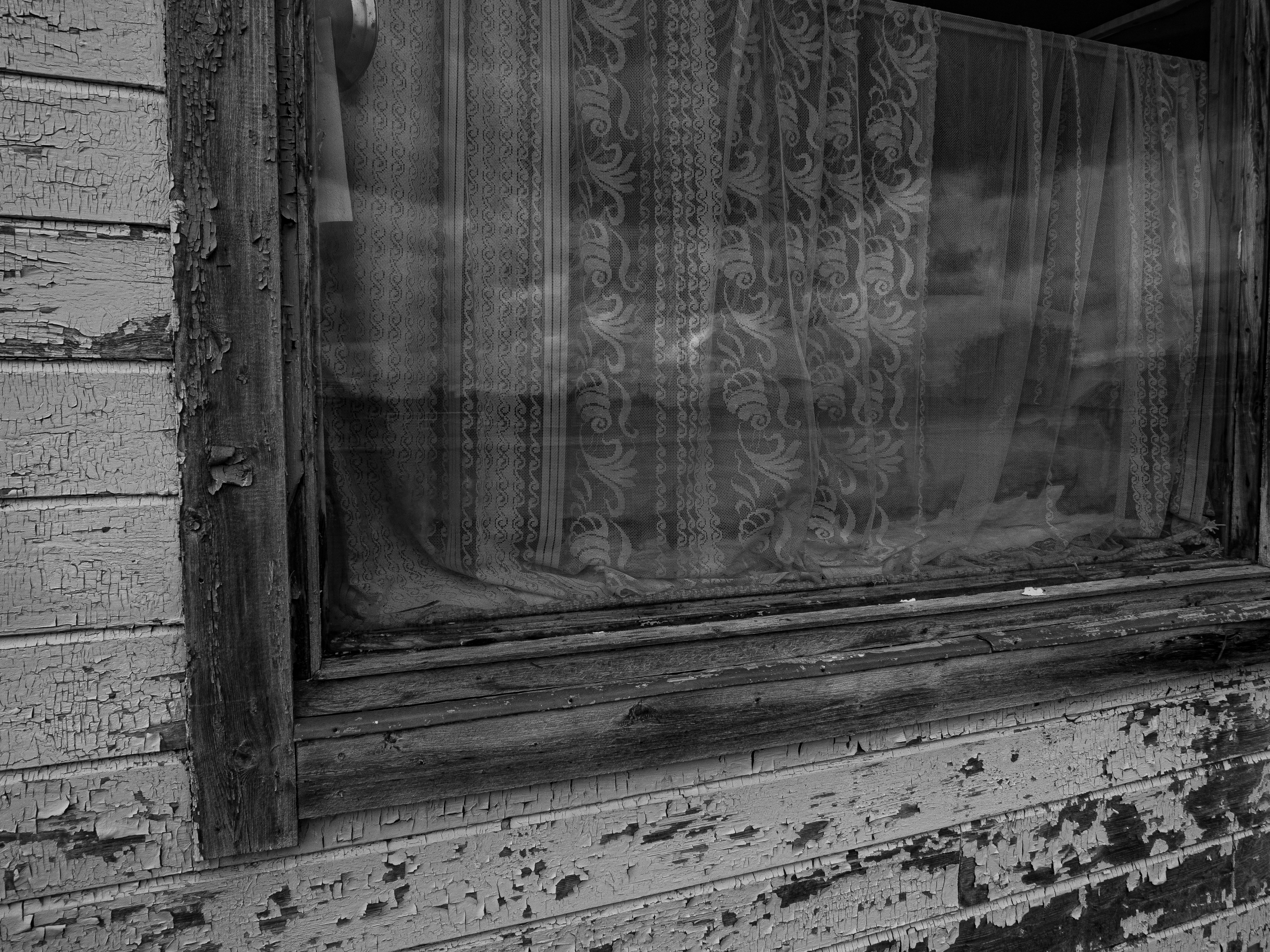
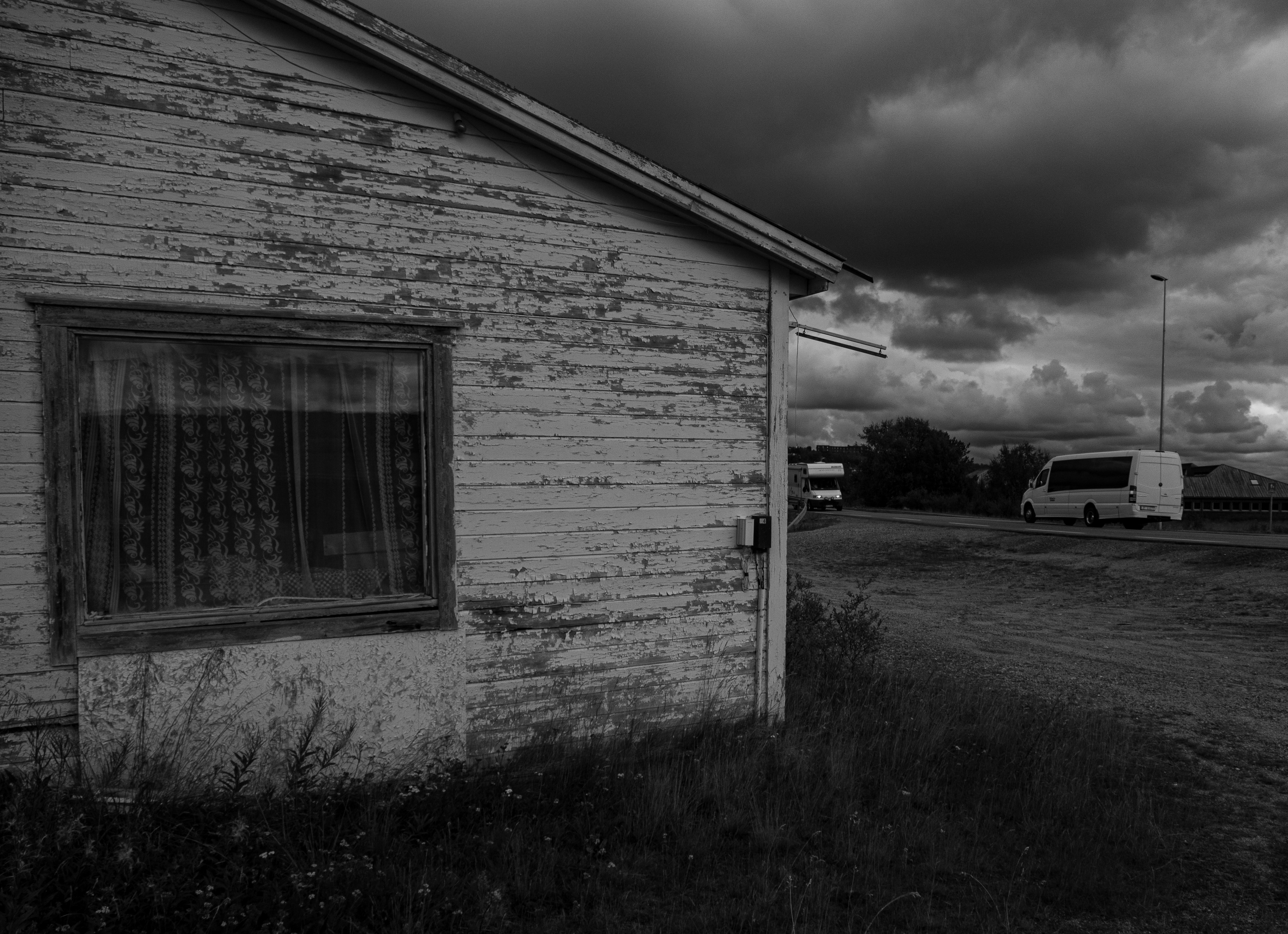
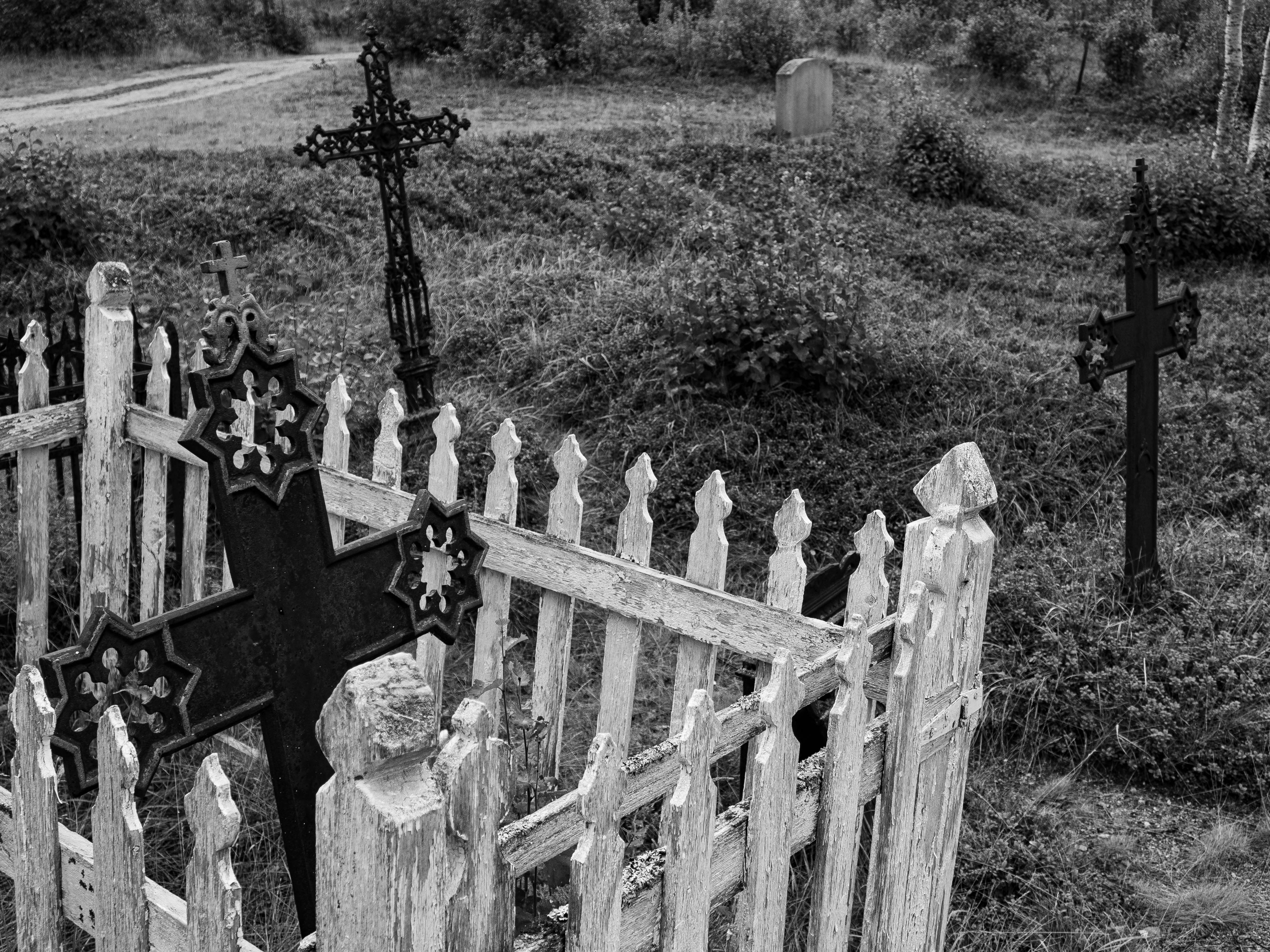